# مارسيل بوطبول
مارسيل بوطبول (1945 - 2020)، هو فنان مغني وممثل مغربي من أصول يهودية. وينتمي إلى عائلة فنية، فهو ابن جاكوب بوطبول وأخ الفنان حاييم بوطبول، واشتهرت العائلة بالأوركسترا التي تحمل اسمها. ومرسيل بوطبول هو أول فنان مغربي يتوفى بسبب فيروس كورونا.

## وفاته
توفي صباح يوم الأربعاء 1 أبريل 2020 في مستشفى بيشا بالعاصمة الفرنسية باريس متأثرا بإصابته بفيروس كورونا المستجد. وقالت الفنانة المغربية عبير عابد إن الراحل مارسيل بوطبول الفنان اليهودي المغربي المقيم بفرنسا قد لفظ أنفاسه الأخيرة في باريس، على الساعة الحادية عشر من صباح اليوم الأربعاء.
وأكد موريس الباز، أحد أقارب الراحل، أن «مارسيل بوطبول حل بباريس لإحياء حفل عائلي بتاريخ 10 مارس 2020، حيث اضطر للبقاء بها عقب إغلاق الحدود». وأضاف موريس أن الفنان المغني، الذي كان يعاني من مشاكل صحية في القلب «لم يستطع مقاومة الفيروس كما هو الشأن بالنسبة للكثير من الأشخاص كبار السن».

## من أفلامه
- فيلم أوركسترا منتصف الليل لجيروم أوليفر كوهين سنة 2015، والذي يحكي قصته.

## من أغانيه
- الأغاني المستوحاة من الريبرتوار الغرناطي والموسيقى الشعبية المغربية.

## وصلات خارجية
- مارسيل بوطبول على موقع IMDb (الإنجليزية)
- مارسيل بوطبول على موقع ألو سيني (الفرنسية)